# René Berton (théâtre)
Pour les articles homonymes, voir Berton.
Ne pas confondre avec René Berton, cycliste français.
René Berton (né le 30 mars 1872 à Tonnay-Charente et mort le 14 août 1934 à Périgueux) est un médecin français, qui fut également dramaturge et scénariste de cinéma, connu surtout pour ses pièces de théâtre .

## Vie privée
René Berton épouse la fille d'Antoine Gadaud.

## Œuvres

### Essais
- La Voix du mur, poème dialogue à la mémoire de Madeleine Roch, Librairie théâtrale, 1931.

### Pièces de théâtre
- 1908 : Après coups!... ou Tics
- 1909 : Ce bon docteur
- 1911 : Après vous, capitaine !
- 1923 : L'Euthanasie, ou le Devoir de tuer
- 1925 : La Cible
- 1925 : Mon cher confrère
- 1928 : Gott mit uns
- 1928 : L'Homme qui a tué la mort
- 1930 : La Drogue

### Poème
- 1927 : Ode à Eugène Le Roy - Texte intégral de Ode à Eugène Le Roy sur Wikisource

### Filmographie partielle

#### Comme scénariste
- 1911 : Le Rideau noir de Albert Capellani